# Caenophidia
De Caenophidia zijn een afgeleide clade van alethinophidische slangen, die meer dan tachtig procent van alle bestaande soorten slangen bevat. De grootste familie is Colubridae, maar het omvat ook minstens zeven andere families, waarvan er minstens vier ooit werden geclassificeerd als Colubridae, voordat moleculaire fylogenetica hielp hun verwantschappen te begrijpen. Er is gevonden dat de groep monofyletisch is.
De klade werd in 2007 door Lee gedefinieerd als de groep bestaande uit de laatste gemeenschappelijke voorouder van Acrochordus javanicus, Vipera aspis en Coluber constrictor; en al diens afstammelingen.
Hoewel de Caenophidia oorspronkelijk bedoeld was de om Acrochordidae uit te sluiten, hebben onderzoekers erkend dat acrochordiden verschillende eigenschappen delen met de andere Caenophidia. Vandaar dat Caenophidia nu gewoonlijk wordt beschouwd als omvattende zowel de Acrochordidae als de meer afgeleide slangen, de Colubroidea. Recente moleculaire studies hebben ook aangetoond dat de families Xenophidiidae en Bolyeriidae nauw verwant zijn aan de Caenophidia, waardoor ze de zustergroep vormen van de Caenophidia in plaats van deel uit te maken van Henophidia.